# کتابخانه ملی نیجریه
کتابخانه ملی نیجریه در اواسط دهه ۱۹۶۰ با تصویب قانون کتابخانه ملی در سال ۱۹۶۴ راه اندازی شد که بعداً با قانون شماره ۲۹ در سال ۱۹۷۰ جایگزین شد. قبل از تصویب قانون کتابخانه ملی، مجموعه‌ای از کنفرانس‌های آموزشی که در ایبادان برگزار شد، به‌عنوان مبنای فکری برای ایجاد شبکه‌ای از کتابخانه‌ها بود که توسط دولت تأمین مالی می‌شد تا دسترسی نیجریه به مواد آموزشی را فراهم کند. بعداً یک کمیته مشورتی دولتی با توجه به ضرورت ایجاد یک مرکز محلی دانش ایجاد شد. این کمیته وظیفه یافتن راهی برای کمک به دولت در برجسته ساختن مبانی فکری سیاست‌های خود، ایجاد یک مرکز کتاب‌شناسی ملی و ایجاد عرصه‌ای برای ارتقای دانش بود. این کمیته اولین نهاد رسمی بزرگی بود که به عنوان بخشی از توصیه‌های خود خواستار ایجاد کتابخانه ملی شد. دولت خواسته‌های کمیته مشورتی را پذیرفت و اقدامات لازم را برای ساخت کتابخانه ملی انجام داد.

## تاریخچه و سازمان
ساخت این کتابخانه در سال ۱۹۶۲ آغاز شد و سرانجام در ۶ نوامبر ۱۹۶۴ برای استفاده عموم افتتاح شد. دفتر مرکزی در سال ۱۹۹۵ از لاگوس به ابوجا منتقل شد.
قانون کتابخانه تصویب‌شده توسط مجلس نمایندگان نیجریه کمک مالی به این پروژه را تضمین کرد، این قانون همچنین مقرراتی را برای آموزش کارکنان و ایجاد یک هیئت مدیره متشکل از متخصصان ارائه کرد. مطابق با خواسته جمهوری نیجریه و مجمع، گروهی متشکل از ۱۵ کتابدار آموزش‌دیده برای ایفای نقش مثبت در توسعه و اداره کتابخانه استخدام شدند. یک هیئت در آوریل ۱۹۶۶ توسط یک دولت نظامی جدید کشور افتتاح شد. هیئت مدیره به جای افراد حرفه ای که در اصل قانون نوشته شده بودند، از مقامات دولتی تشکیل شده بود. با این حال، هیئت مدیره سعی کرد اهداف اصلی کتابخانه را بهبود بخشد، اما جنگ داخلی نیجریه مانع از تأمین مالی شد و اقدامات رسمی دولت تا سال ۱۹۷۰ انجام نشد. در سال ۱۹۷۰، با ایجاد فرمان کتابخانه ملی، سابقه قانونی جدیدی ایجاد شد. این فرمان تا حدی به توصیه هیئت مدیره‌ای که می‌خواست کتابخانه را به سایر مراکز ایالتی گسترش دهد، تصویب شد.

## مأموریت
بودجه این کتابخانه توسط دولت فدرال نیجریه تأمین می‌شود. در ابتدا، بنیاد فورد درگیر این پروژه بود. این بنیاد افراد حرفه ای را وارد کرد، کتاب اهدا کرد و بودجه توسعه کتابخانه را تأمین کرد. این کتابخانه در طول سال‌ها بر اساس مأموریت اصلی خود شکل گرفته است. امروز ارگانی حیاتی است که به عنوان مخزن فکری ملت عمل می‌کند. این کتابخانه مهمات فکری را برای کمک به افسران دولتی در اجرای سیاست‌ها فراهم می‌کند. با این حال، جهت کلی بی‌ثباتی سیاست‌ها، برخی اوقات عدم تعادلی بین حافظه فکری سیاست‌های قبلی و بنیاد فکری یک دولت جدید ایجاد می‌کند. این کتابخانه همچنین با دریافت نسخه‌هایی از کتاب‌های منتشرشده در کشور توسط دولت و مقامات خصوصی از طریق مقرره قانون واسپاری در قانون کتابخانه‌ها، از نظر فکری اداره می‌شود. این موضوع کتابخانه را به یکی از بزرگ‌ترین انبارهای دانش در کشور تبدیل می‌کند. همچنین انتشارات مربوط به ایده‌های معاصر یا جدید را از سازمان‌های بین‌المللی جمع‌آوری می‌کند.